# Liam Spencer
Liam Spencer is een personage uit de Amerikaanse soapserie The Bold and the Beautiful (in Vlaanderen uitgezonden onder de titel Mooi en Meedogenloos). De rol wordt gespeeld door acteur Scott Clifton sinds 2010.

## Biografie
Liam maakte in 2010 zijn opwachting in de serie; hij ging op zoek naar zijn biologische vader en dacht in eerste instantie dat dat Ridge Forrester was. Uiteindelijk bleek hij Ridges aartsrivaal Bill Spencer jr. zijn vader te zijn en maakte hij vervolgens kennis met zijn broer Wyatt, die Bill had verwerkt bij Quinn Fuller. Liam en Wyatt werden beiden erkend door Bill en traden in dienst van Spencer Publications.
Ondertussen maakte Liam kennis met Hope Logan, maar ook met Ridges dochter Steffy; dit leidde tot een gecompliceerd liefdesleven waarbij hij over en weer liep van Hope naar Steffy en aan beide tot drie keer toe zijn jawoord gaf. Tussendoor was er ook een kortstondig huwelijk met Ivy Forrester. Liam heeft dochters bij zowel Steffy (Kelly) als bij Hope (Beth). Van Beth werd eerst aangenomen dat zij bij de geboorte zou zijn overleden, waardoor Liam opnieuw zijn huwelijk met Hope zag stuklopen. In werkelijkheid was Beth voor geld verwisseld met een dode baby en ter adoptie afgestaan aan Steffy die haar tot Phoebe herdoopte; dit ter nagedachtenis aan haar tweelingzus. Steffy's broer Thomas ontdekte dit geheim via doktersdochter/model Zoe Buckingham en probeerde het koste wat kost in stand te houden omdat hij in Hope de perfecte stiefmoeder had gevonden voor zijn zoontje Douglas en Liam veel beter bij Steffy vond passen. Uiteindelijk kwam Liam ook achter de waarheid en stelde hij Hope op de hoogte na een vechtpartij met Thomas. 
Liam en Hope kwamen opnieuw bij elkaar en kregen Beth terug; Liam was echter op zijn hoede omdat Thomas nog altijd aanwezig was gezien de gedeelde voogdij over Douglas en de samenwerking met Hope bij haar kledinglijn. Thomas beloofde een betere versie van zichzelf te worden en lange tijd zag het ernaar uit dat zijn obsessie voor Hope verleden tijd was, totaan de presentatie in Rome van de herstart van Hope For The Future; Hope ging na afloop met Thomas naar het Colosseum en zoende hem in een hartstochtelijke bui. Liam had zich laten overhalen om toch naar Rome te gaan en Hope te verrassen en zag zijn bange vermoedens bevestigd; hij kreeg dit beeld niet meer uit zijn hoofd en bij terugkomst dreigde hij met een scheiding. Hope ging daar uiteindelijk mee akkoord, maar alleen vanwege de overtuiging dat Liam Steffy terug wilde; hij was eerst naar haar toe gegaan en had haar tot tweemaal toe gezoend. Steffy liet weten een hereniging uit te sluiten vanwege haar huwelijk met dokter John Finnegan. Finns biologische moeder Sheila Carter, aartsvijand nummer één, werd berecht vanwege de moorden die ze in het verleden had gepleegd maar vrijgesproken wegens gebrek aan bewijs waardoor de maandenlange geheime operatie, waarbij Bill deed alsof hij een relatie had met Sheila voor niets bleek te zijn. Liam betrapte Finn in een omhelzing met zijn moeder die hij tot dan toe altijd op afstand hield en maakte daar een opname van. Hij liet deze aan Steffy zien met de waarschuwing dat Finn mogelijk niet langer in staat zou zijn om zijn gezin te beschermen.